# Бозвелийско
Бозвелийско е село в Североизточна България. То се намира в община Провадия, Варненска област. До 1934 година името му е Кадъ-кьой („Съдийско село“).

## География
Днешното село Бозвелийско лежи в равнината, близо до устието на река Анадере.
Някога долината била често заливана, отчасти или изцяло заблатена и обрасла с гори (лонгоз). Затова и най-старите селища са били разположени по хълма на юг от сегашното село. Околностите били обитавани от хората в най-стари времена. Намерена е каменна брадва от 2000 г. пр.н.е. На югоизток от селото, край рекичката Учмакдере (губеща се река) под Кайнак пещера са запазени следи от старо селище, където са намерени монети, бронзова лампичка, големи гърнета, тухли и камъни от строежи. Селището е основано от траките, а по-късно става римско. През 4 век то е ограбено и изгорено от готите.
Южно от с. Бозвелийско, вляво от пътя за с. Чайка и вдясно от пътя за с. Цонево, е местността „Клисаджика“. Тук са намерени останки от старо селище, развалини от черква, византийски монети и бронзова емайлирана икона.
На същото място е имало тракийско селище, просъществувало през цялото време на старата българска държава и известно време по време на османската власт.

## История
След настаняването на турците по българските земи за период от около 50 г., българите са изгонени от селото и през 1486 г. вече е населено само с турци. По-късно селото се споменава в един регистър в град Провадия с името Църковица.
Недалеч от Църковица до река Анадере и разклонението на стария главен път било основано днешното село. Най-вероятно е това да е станало в края на Второто българско царство или в началото на османската власт. Оттогава селото не се е местило. Какво е било българското име, не е известно, но турците са го наричали Кадъ. С това име то се среща за първи път в един списък на джелепкешаните в кааза Провадия през 1573 г.
Всичките 30 овцевъди, които през тази година отглеждали овце за продан на държавата, били все българи, записани да продадат 485 овце. Ако се съди по някои от имената на тия хора и като се има предвид традицията /даване на овце/ жителите на с. Кадъ са били потомци на преселници от място, където е имало до известна степен гръцко влияние. Предполага се, че основателите на селото са избягали от Тракия, паднала по-рано под османска власт и са дошли тук в пределите на свободното още Шишманово царство.
В края на 16 век с. Кадъ сигурно е било доста голямо с многобройно за времето си население, главно от българи. Разположено на кръстопът и близо до града, то не е могло да остане без турци. Още през 15 век в селото се заселват турци и техният брой се е увеличил много в периода на преднамерената турска колонизация в този край, главно през първата половина на 18 в.
Българите идват отново тук в 1750 г. от балканските села. През 1750 г. се заселва родът на Иван Баев, дошъл от с. Голица.
В началото на Руско-турската война 1818/1823 г. турците масово напускат селото поради страх от русите. Изглежда в края на същата война го напускат и българи, които заминават за Русия. В селото остават свободни дворни места, които по-късно са заети от българи.
По сведения в началото на 1830 г. в с. Кадъкьой е имало 30 двора с мъже българи и гърци, турци-53 от които 40 са напуснали селото. По физически черти, характер и традиции те се отличават от коренното население, а носията им е била такава каквато имат преселниците от Тракия. Макар да се считали за българи, говорили турски и турците ги наричали гагаузи. Затова и професор Милетич в края на 19 век пише: „Тук има български гагаузи и турци“. На 31 декември 1880 г. в селото има 1080 жители, от които 363 българи, 714 турци и 3 евреи. През 1891 г. Милетич дава 62 къщи гагаузи и 141 къщи турци. С църква и училище българите се сдобиват след Освобождението. От документ се вижда, че в с. Кадъкьой през 1879 г. има 38 български къщи и 47 венчила, но църква няма. Откриването на църква и училище тук може да се отнесе най-рано през есента на 1880 г., като училището е било една стая към църквата. През 1903 г. се построява училище с една класна стая и две по-малки. През 1903 г. са записани 80 деца и има 2 учители. През 1934 г. Кадъкьой получава името Бозвелийско в чест на бележития възрожденец Неофит Бозвели. През същата 1934 г. селото наброява 2021 жители. Строежът на днешното училище е започнат през 1946 г. и същото е довършено и предадено за експлоатация през 1950 г. При освещаването му инспекторът от Провадийската околия Тотю Узунов в краткото си слово обявява, че училището ще носи името на Васил Левски. Днес в ОУ „Васил Левски“ с. Бозвелийско се обучават над 160 деца в 10 паралелки от първи до осми клас. Религиозните храмове в селото са два – християнски и мюсюлмански. Днешната църква е строена в продължение на 8 – 9 години с доброволни дарения и труд на населението. Осветена е на 21 ноември 1938 г. от поп Христо Григоров и носи името „Свети Архангел Михаил“. Джамията е полуразрушена и за нея няма никакви данни. Смята се, че е построена преди повече от 300 години. Читалището е основано през 1927 г. и носи името „Пробуда“. През годините развива богата творческа и културна дейност. Самодейните състави са печелили много конкурси и награди. И днес са запазени обичаите Бабинден, Кукеровден, Лазаруване, Гергьовден, Коледуване.

## Население
Численост на населението според преброяванията през годините:
| \| Година на преброяване \| Численост \| \| --------------------- \| --------- \| \| 1934 \| 2021 \| \| 1946 \| 2078 \| \| 1956 \| 2003 \| \| 1965 \| 1900 \| \| 1975 \| 1719 \| \| 1985 \| 1582 \| \| 1992 \| 1509 \| \| 2001 \| 1322 \| \| 2011 \| 1324 \| \| 2021 \| 1175 \| |           |
| Година на преброяване | Численост |
| 1934 | 2021      |
| 1946 | 2078      |
| 1956 | 2003      |
| 1965 | 1900      |
| 1975 | 1719      |
| 1985 | 1582      |
| 1992 | 1509      |
| 2001 | 1322      |
| 2011 | 1324      |
| 2021 | 1175      |

### Етнически състав

#### Преброяване на населението през 2011 г.
Численост и дял на етническите групи според преброяването на населението през 2011 г.:
|                     | Численост | Дял (в %) |
| Общо                | 1324      | 100       |
| Българи             | 757       | 57,17     |
| Турци               | 74        | 5,58      |
| Цигани              | 448       | 33,83     |
| Други               | 3         | 0,22      |
| Не се самоопределят | 15        | 1,13      |
| Неотговорили        | 27        | 2,03      |

## Религии
Местните жители са гагаузи. Православни християни.

## Редовни събития
В село Бозвелийско има организиран танцов състав, който е носител на медали. Всяка година коледарите обикалят селото на 24 декември. Всяка година и кукерите обикалят. Те са носители на награда за второ място за изпълняване на обичая и грамота от Копривщица.
Всяка година на 24 май се организира Празник на селото (панаир).